# Ben Russell

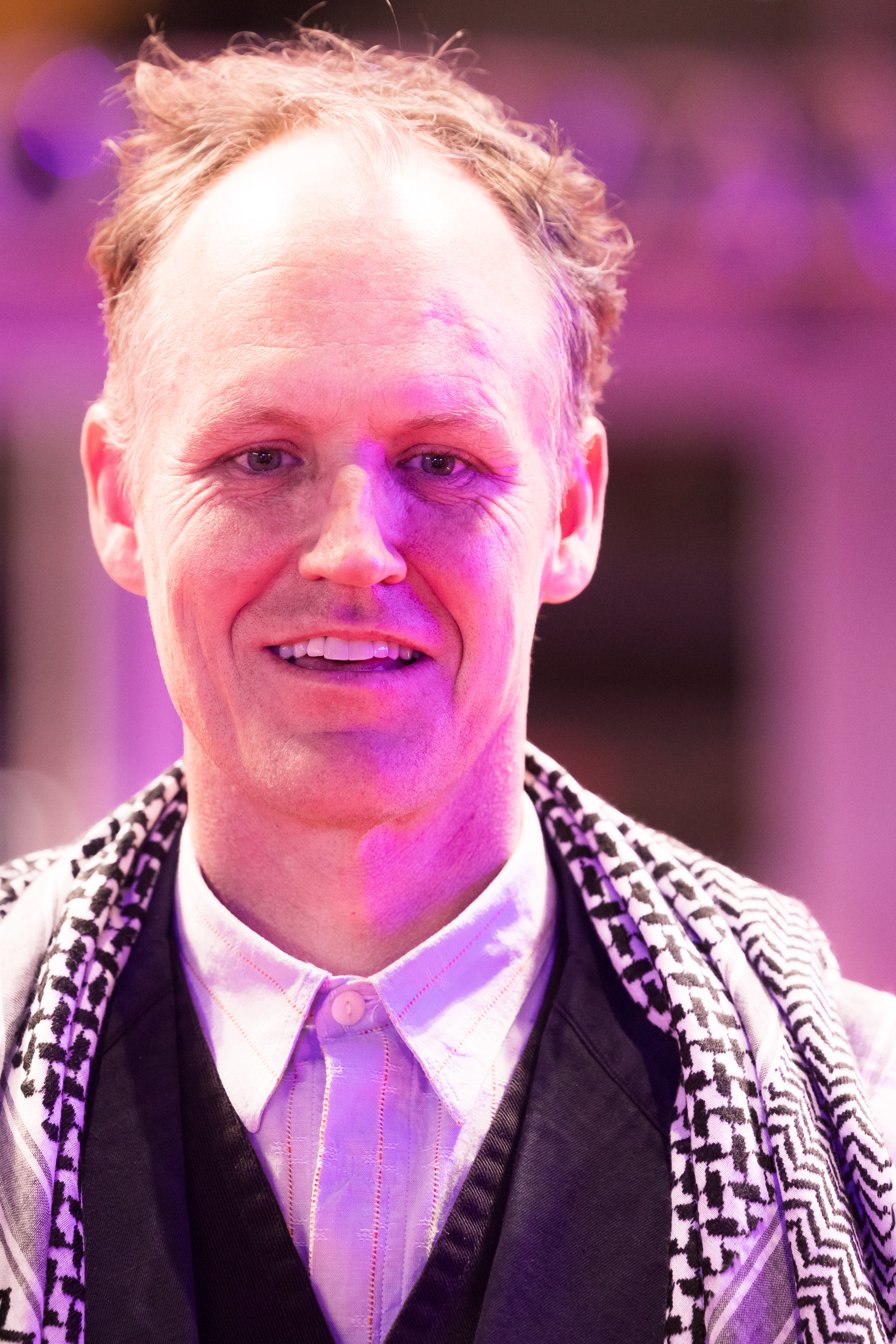
Ben Russell bei der Preisverleihung der Berlinale 2024, um die Schultern eine Kufiya gelegt

Ben Russell (* 1976 in Springfield, Massachusetts) ist ein US-amerikanischer experimenteller Filmemacher.

## Leben und Werk
Russell studierte von 1994 bis 1998 an der Brown University und erlangte den BA für Kunst und Semiotik. Anschließend hielt sich Russell mit dem Friedenscorps in Suriname auf. Auf dieser Erfahrung basiert der Film Let Each One Go Where He May (2009). 2003 absolvierte er den MFA für Film und Video an The School of the Art Institute of Chicago. Bis 2011 war Russell Assistenzprofessor an der University of Illinois at Chicago. Aus der Zusammenarbeit von Russell mit dem Filmemacher Ben Rivers resultierten die Filme A Spell to Ward Off the Darkness (2013) und der experimentelle Kurzfilm The Rare Event (2018).
Bei der Preisverleihung der Berlinale 2024 erhob Russell im Zusammenhang mit dem Krieg in Israel und Gaza Genozid-Vorwürfe gegen Israel. Den vorangegangenen Terrorangriff der Hamas auf Israel am 7. Oktober 2023 ließ Russel unerwähnt. Der Grünen-Politiker Konstantin von Notz bezeichnete das als Täter-Opfer-Umkehr. Die Äußerungen Russells – sowie ähnliche Positionierungen weiterer Preisträger – lösten Antisemitismusvorwürfe gegen die Berlinale aus.

## Filmografie (Auswahl)
- 1998–2000: The Death of Abraham Lincoln (in Three Parts)
- 2000: Daumë
- 2002: The Breathers-In
- 2002: the quarry
- 2002: Terra Incognita
- 2003: The Tawny
- 2004: Extra Terrestrial (co-directed w/Robert Rhyne)
- 2004: The Ataraxians (co-directed w/Sabine Gruffat)
- 2004: Last Days
- 2005: The Twenty-One Lives of Billy the Kid
- 2005: The Red and the Blue Gods
- 2005: Black and White Trypps Number One
- 2006: Black and White Trypps Number Two
- 2007: Black and White Trypps Number Three
- 2008: Black and White Trypps Number Four
- 2008: Trypps #5 (Dubai)
- 2008: Workers Leaving the Factory (Dubai)
- 2009: Let Each One Go Where He May
- 2009: Rock Me Amadeus by Falco via Kardinal by Otto Muehl
- 2024: Direct Action